# Trogon
Genre
Le genre Trogon comprend des oiseaux appartenant à la famille des Trogonidae.

## Liste des espèces
D'après la classification de référence (version 5.1, 2015) du Congrès ornithologique international (ordre phylogénique) :
- Trogon aurantiiventris – Trogon à ventre orange
- Trogon clathratus – Trogon échelette
- Trogon massena – Trogon de Masséna
- Trogon comptus – Trogon aux yeux blancs
- Trogon mesurus – Trogon d'Équateur
- Trogon melanurus – Trogon à queue noire
- Trogon melanocephalus – Trogon à tête noire
- Trogon citreolus – Trogon citrin
- Trogon chionurus – Trogon de Sclater
- Trogon bairdii – Trogon de Baird
- Trogon viridis – Trogon à queue blanche
- Trogon caligatus – Trogon pattu
- Trogon ramonianus – (?)
- Trogon violaceus – Trogon violacé
- Trogon curucui – Trogon couroucou
- Trogon surrucura – Trogon surucua
- Trogon rufus – Trogon aurore
- Trogon elegans – Trogon élégant
- Trogon mexicanus – Trogon montagnard
- Trogon collaris – Trogon rosalba
- Trogon personatus – Trogon masqué